# Unité urbaine de la Suze-sur-Sarthe
L'unité urbaine de la Suze-sur-Sarthe est une unité urbaine française définie dans le département de la Sarthe et la région Pays de la Loire.

## Données générales
Dans le zonage réalisé par l'Insee en 1999, l'unité urbaine était composée de deux communes, toutes les deux situées dans le département de la Sarthe, plus précisément dans l'arrondissement de la Flèche.
Dans le zonage réalisé en 2010, l'unité urbaine était également composée de deux communes, ainsi que dans celui de 2020.
En 2022, avec 7 174 habitants, elle représente la 7e unité urbaine du département de la Sarthe.
En 2021, sa densité de population s'élève à 149 hab/km2. Par sa superficie, elle représente 0,77 % du territoire départemental et, par sa population, elle regroupe 1,26 % de la population du département de la Sarthe.

## Composition 2020 de l'unité urbaine
L'unité urbaine de la Suze-sur-Sarthe est composée de deux communes :
| Nom                               | Code Insee | Département | Statut       | Superficie (km2) | Population (dernière pop. légale) | Densité (hab./km2) | Modifier                                    |
| --------------------------------- | ---------- | ----------- | ------------ | ---------------- | --------------------------------- | ------------------ | ------------------------------------------- |
| La Suze-sur-Sarthe (ville-centre) | 72346      | Sarthe      | ville-centre | 21,40            | 4 628 (2022)                      | 216                | modifier les données · modifier les données |
| Roëzé-sur-Sarthe                  | 72253      | Sarthe      | banlieue     | 26,46            | 2 546 (2022)                      | 96                 | modifier les données · modifier les données |

## Évolution démographique
| 1968  | 1975  | 1982  | 1990  | 1999  | 2009  | 2014  | 2021  |
| ----- | ----- | ----- | ----- | ----- | ----- | ----- | ----- |
| 4 059 | 5 218 | 5 551 | 5 517 | 5 924 | 6 776 | 7 104 | 7 132 |

#### Données générales
- Unité urbaine en France
- Aire d'attraction d'une ville
- Liste des unités urbaines de France

#### Données démographiques en rapport avec l'unité urbaine de la Suze-sur-Sarthe
- Aire d'attraction du Mans
- Arrondissement de la Flèche

#### Données démographiques en rapport avec la Sarthe
- Démographie de la Sarthe